# ハイネマン賞天体物理学部門
ハイネマン賞天体物理学部門（Dannie Heineman Prize for Astrophysics ）は、ハイネマン賞の一部門であり、アメリカ天文学会と米国物理学協会により、優れた天体物理学の業績に対して毎年贈られる賞である。

## 受賞者一覧
- 1980年：ジョゼフ・テイラー
- 1981年：リカルド・ジャコーニ
- 1982年：ジェームズ・ピーブルス
- 1983年：アーウィン・シャピロ
- 1984年：マーティン・リース
- 1985年：サンドラ・フェイバー
- 1986年：Hyron Spinrad
- 1987年：David L. Lambert
- 1988年：ジェームズ・E・ガン
- 1989年：Carl E. Heiles
- 1990年：Richard McCray
- 1991年：ウォーレス・サージェント
- 1992年：ボフダン・パチンスキ
- 1993年：ジョン・C・マザー
- 1994年：ジョン・バーコール
- 1995年：Jerry E. Nelson
- 1996年：Roger A. Chevalier
- 1997年：Scott D. Tremaine
- 1998年：Roger D. Blandford
- 1999年：Kenneth C. Freeman
- 2000年：フランク・シュー
- 2001年：Bruce G. Elmegreen
- 2002年：リチャード・ボンド
- 2003年：ラシード・スニャーエフ
- 2004年：Bruce T. Draine
- 2005年：George Efstathiou、サイモン・ホワイト
- 2006年：Marc Davis
- 2007年：Robert Kennicutt
- 2008年：Andrew Fabian
- 2009年：Lennox L. Cowie
- 2010年：Edward Kolb、Michael Turner
- 2011年：ロバート・キルシュナー
- 2012年：Chryssa Kouveliotou
- 2013年：Rachel Somerville
- 2014年：Piero Madau
- 2015年：David Spergel、Marc Kamionkowski
- 2016年：Wendy Freedman
- 2017年：Lars Bildsten
- 2018年：Vassiliki Kalogera
- 2019年：Edwin Bergin
- 2020年：Christopher Kochanek
- 2021年：Robert Lupton、David Weinberg
- 2022年：Norman Murray
- 2023年：Karen Meech
- 2024年：John Carlstrom
- 2025年：Priyamvada Natarajan